# Catedral de San Alejandro (Bérgamo)
La catedral de San Alejandro o simplemente catedral de Bérgamo (en italiano: Basilica Cattedrale di S. Alessandro in Colonna) es una catedral católica en Bérgamo, Italia, dedicada a san Alejandro de Bérgamo, patrón de la ciudad. Es la sede del obispo de Bérgamo.
Al menos desde el siglo IX hubo dos catedrales en Bérgamo: una era la basílica de san Alejandro, que se había erigido en el sitio en que se creía que había sido martirizado, y la otra estaba dedicada a san Vicente, cuya construcción aparentemente comenzó en la era longombarda, en el sitio de la actual catedral. El obispo Giovanni Barozzi encargó la reconstrucción de la catedral de san Vicente a mediados del siglo XV, cuyo proyecto fue encargado a Antonio di Pietro Averlino, más conocido como Filarete.
En 1561 los venecianos demolieron la catedral de san Alejandro por razones de conveniencia militar, dejando a san Vicente como la única sobreviviente. A principios del siglo XVII el obispo Giovanni Emo unificó los canónigos de las dos viejas catedrales. Finalmente el obispo Gregorio Barbarigo logró obtener del papa Inocencio XI la bula Exponi nobis del 18 de agosto de 1697, que estableció para la diócesis un único capítulo y una sola catedral, cambiando la dedicación de la catedral de san Vicente a san Alejandro.
En 1689, la edificación fue restaurada según proyecto de Carlo Fontana. Otra renovación importante fue emprendida en el siglo XIX, culminando con la finalización de la fachada occidental neoclásica en 1889.

## Galería de imágenes

Exterior
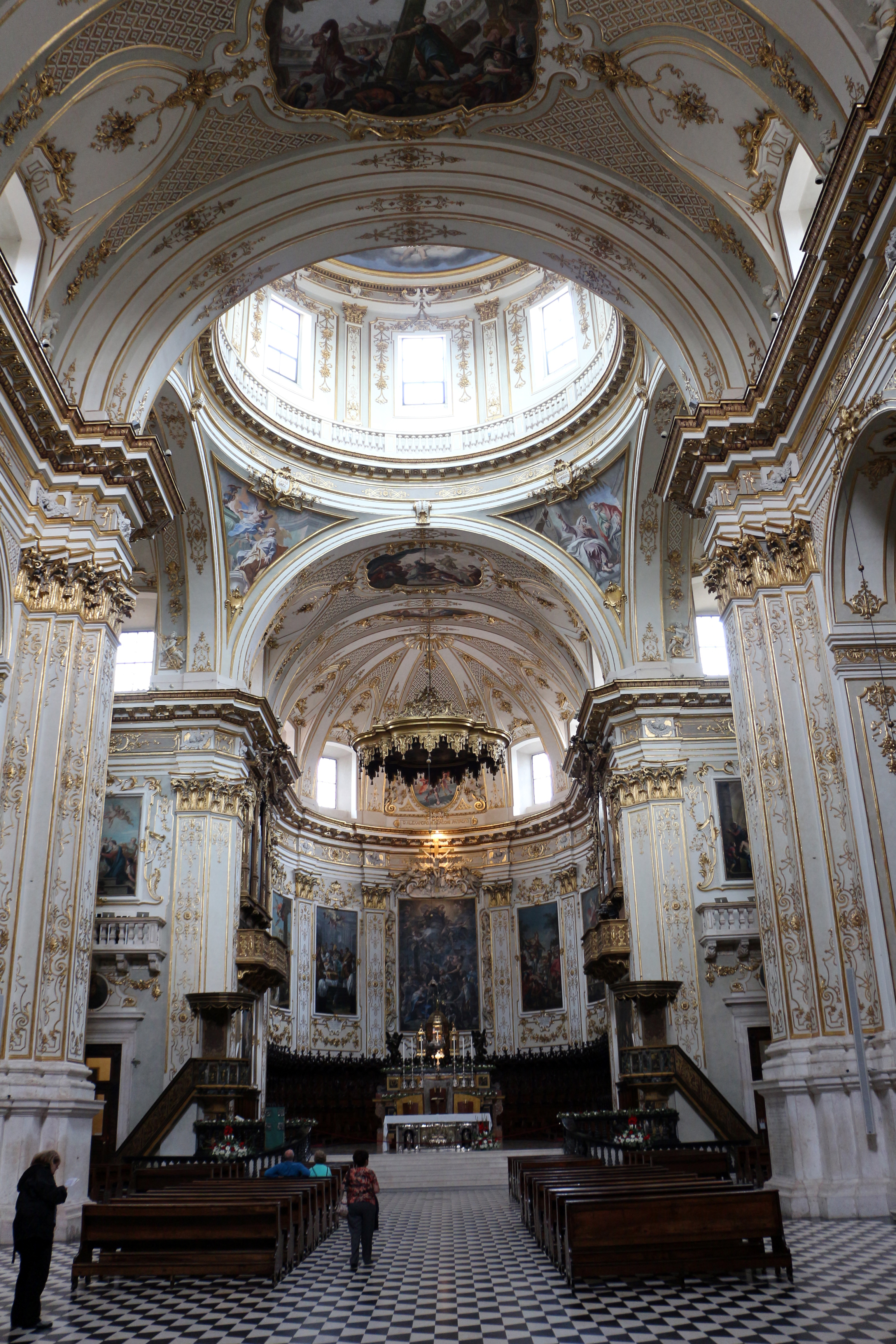
Nave central y muro este
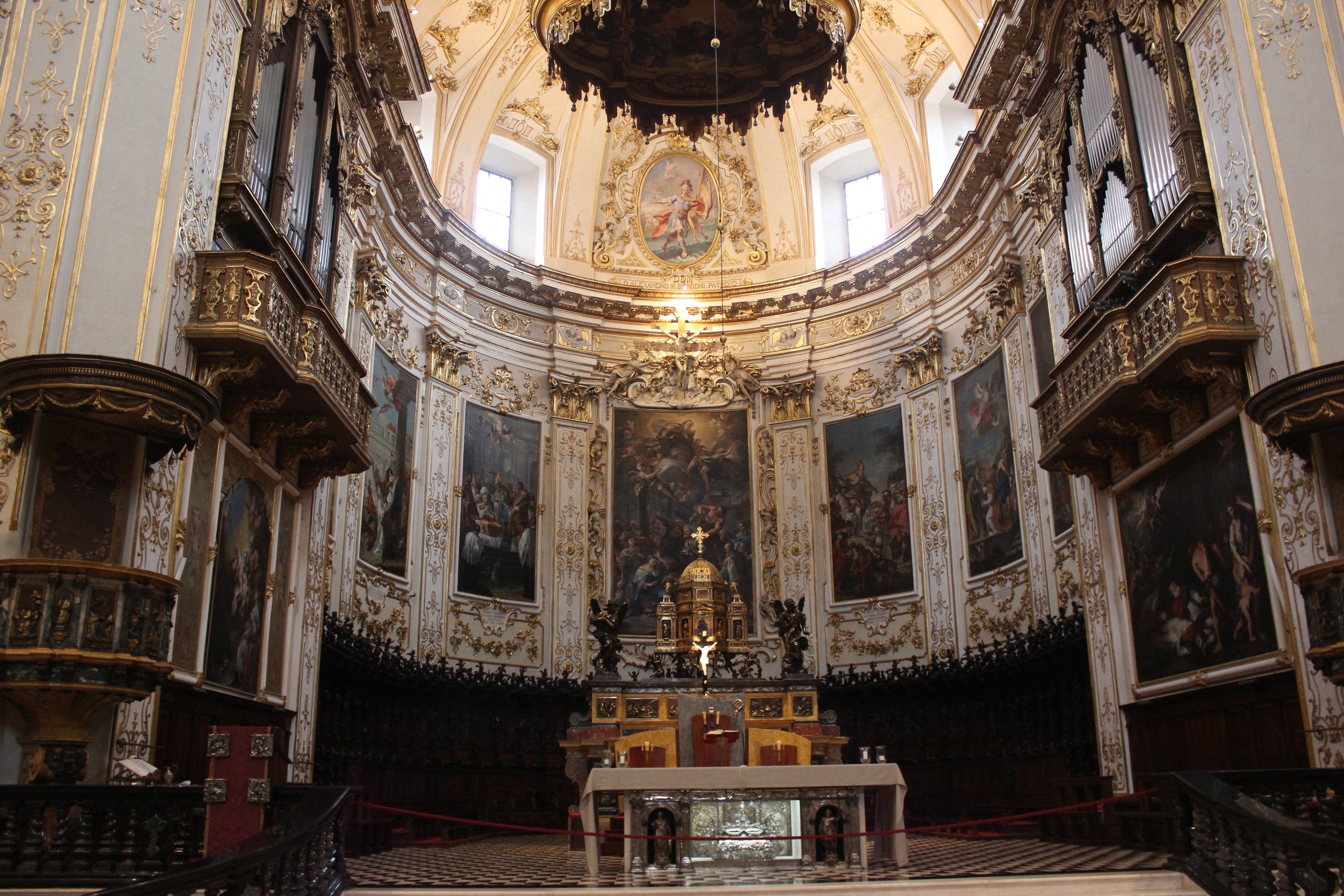
Presbiterio
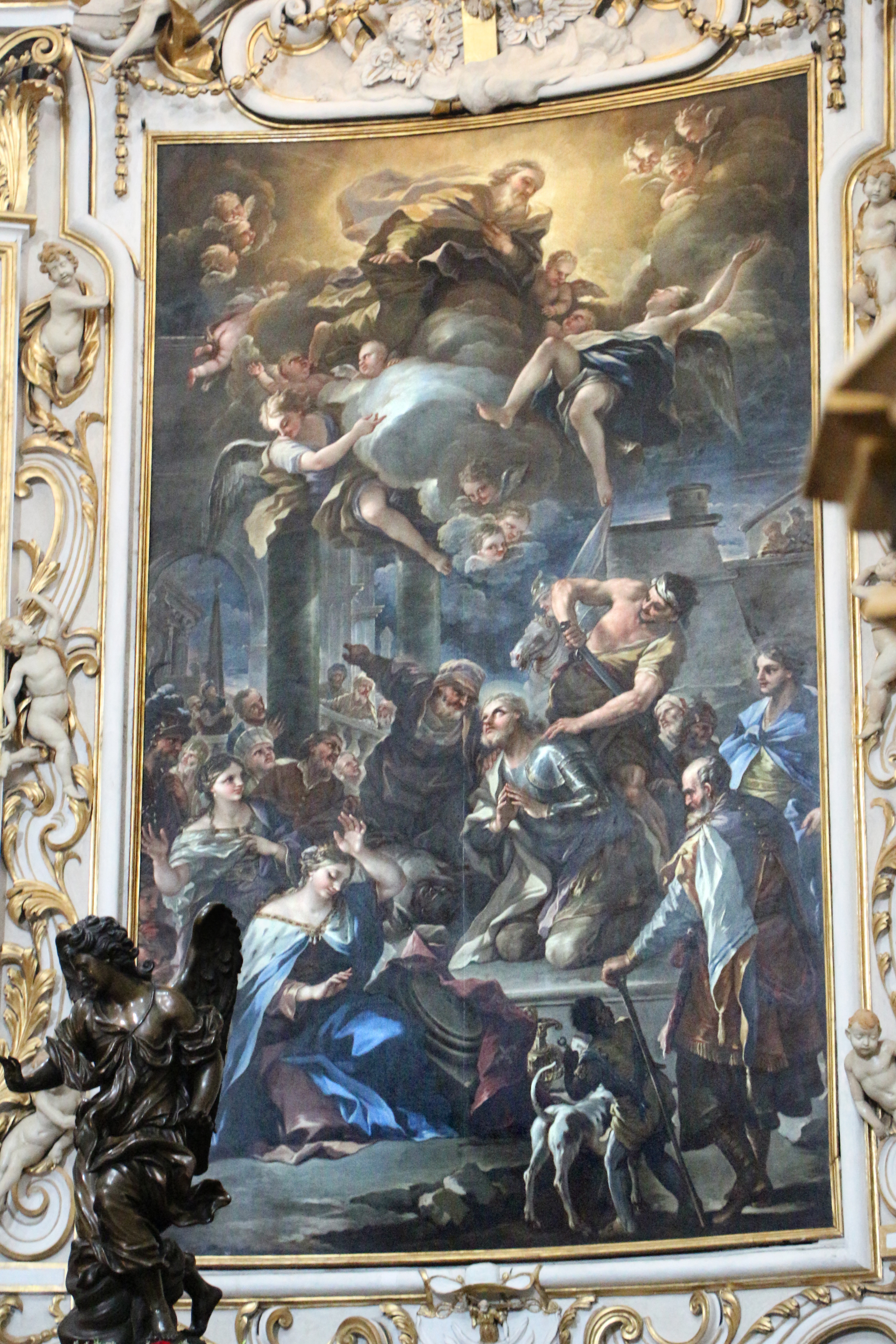
Presbiterio, martirio de san Alejandro, obra de Nicola Malinconico (1659)
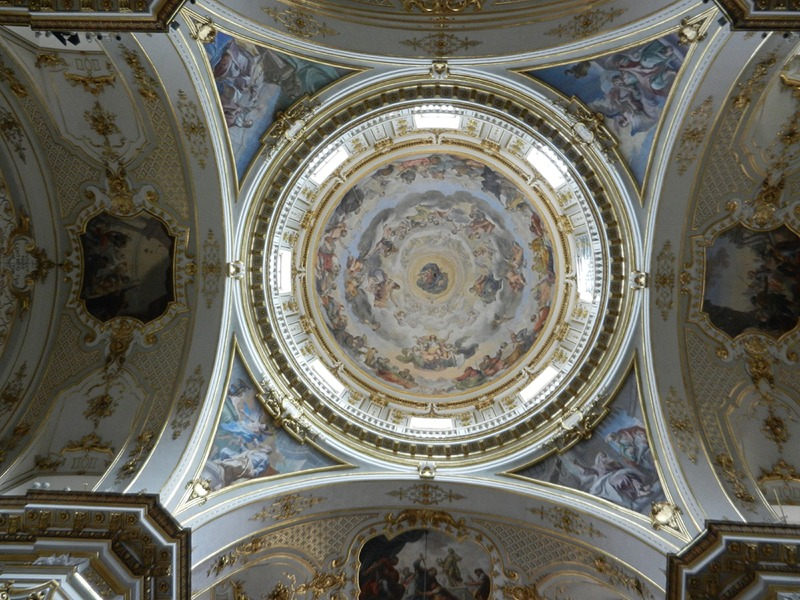
Cúpula del crucero
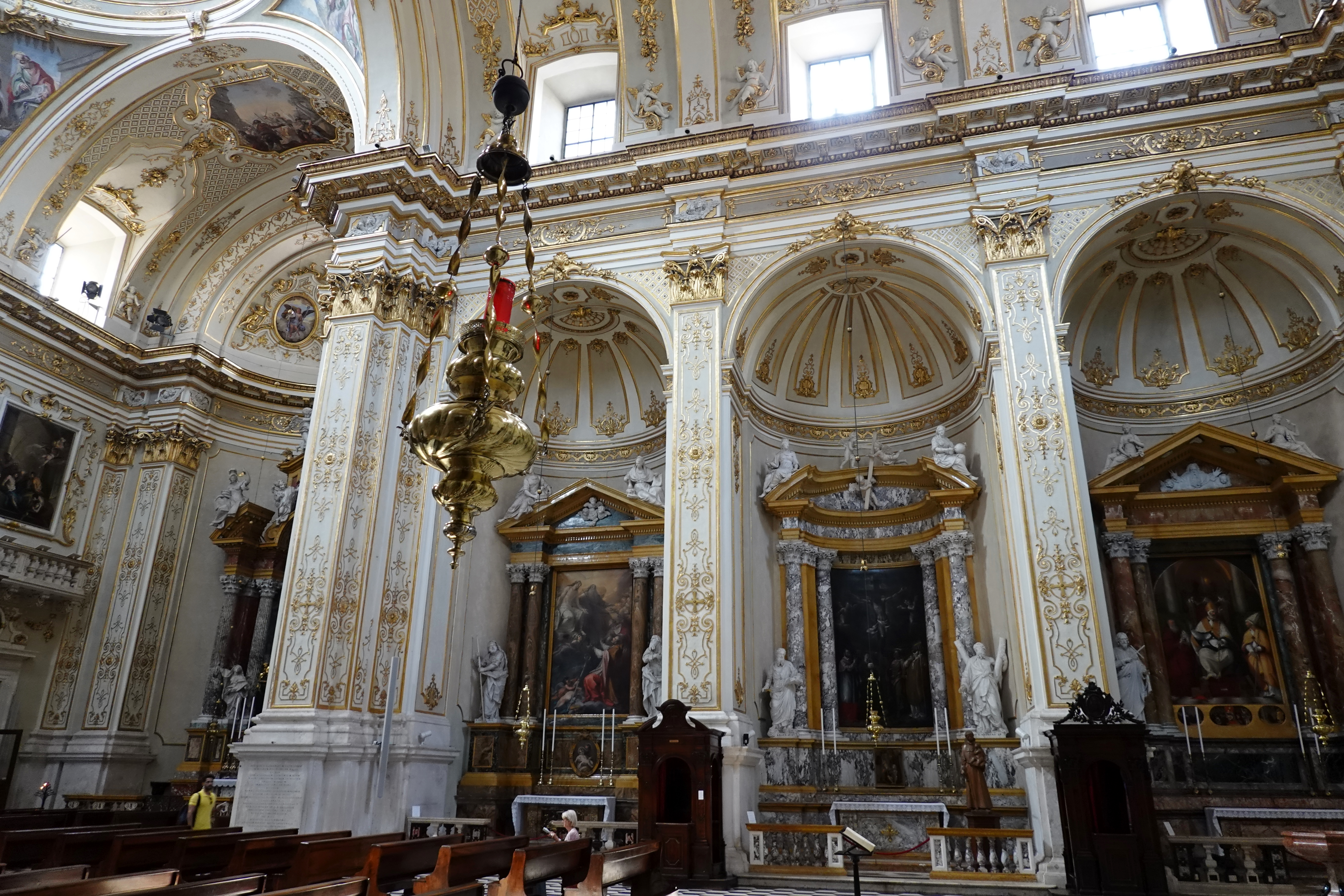
Capillas laterales
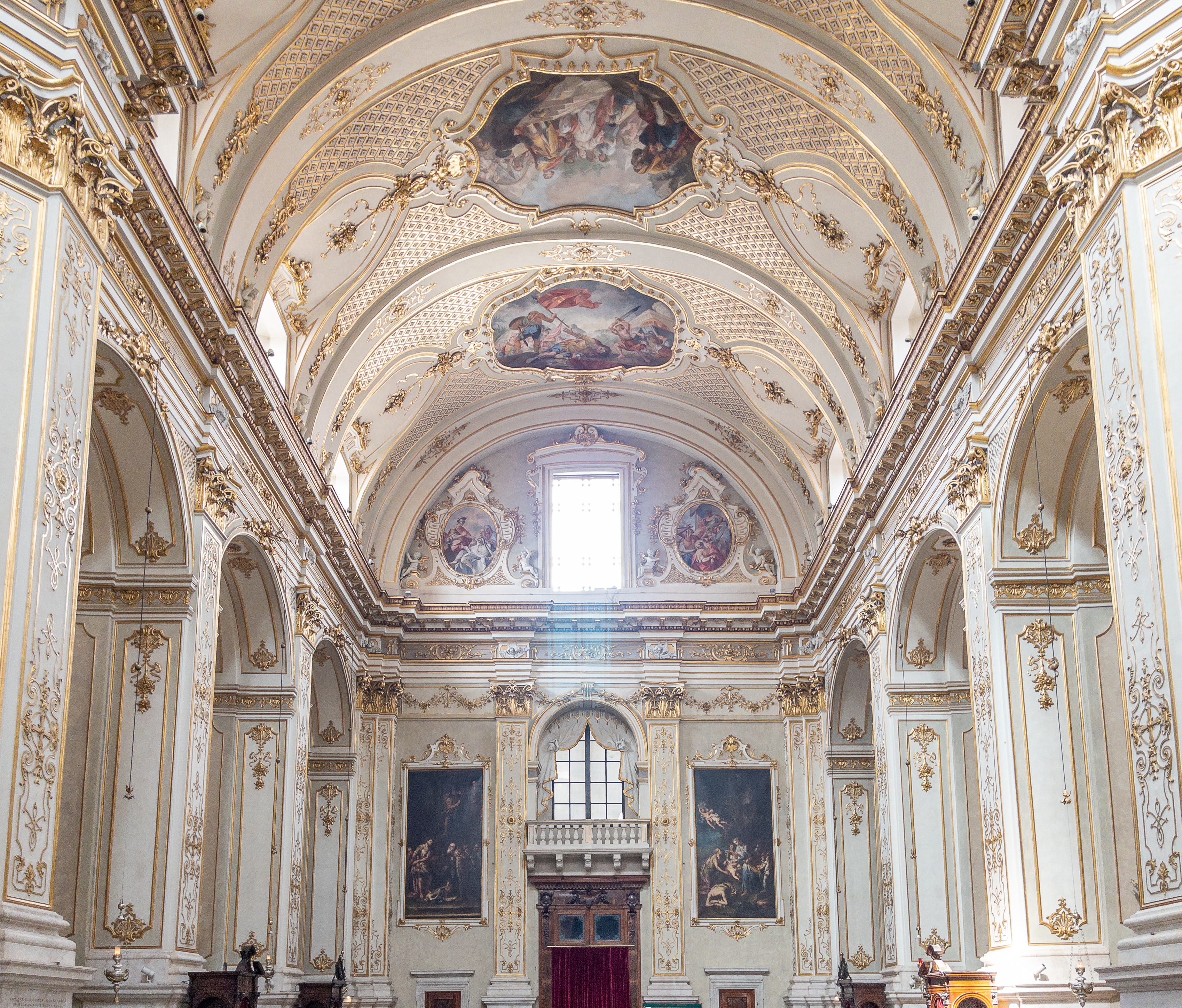
Bóveda de la nave central y muro oeste